# Angelica keiskei
Angelica keiskei är en flockblommig växtart som först beskrevs av Friedrich Anton Wilhelm Miquel, och fick sitt nu gällande namn av Gen-Iti Koidzumi. Angelica keiskei ingår i släktet kvannar, och familjen flockblommiga växter. Inga underarter finns listade i Catalogue of Life.

## Bildgalleri

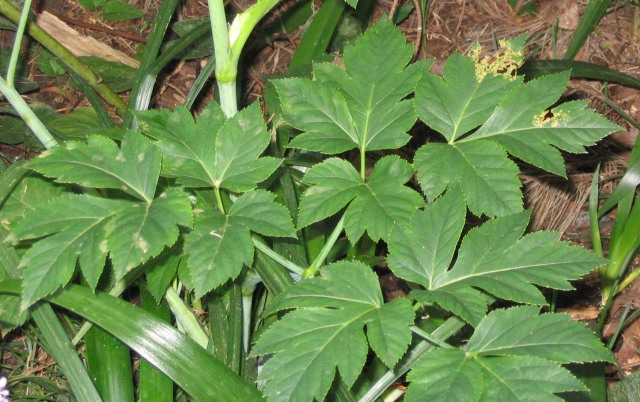
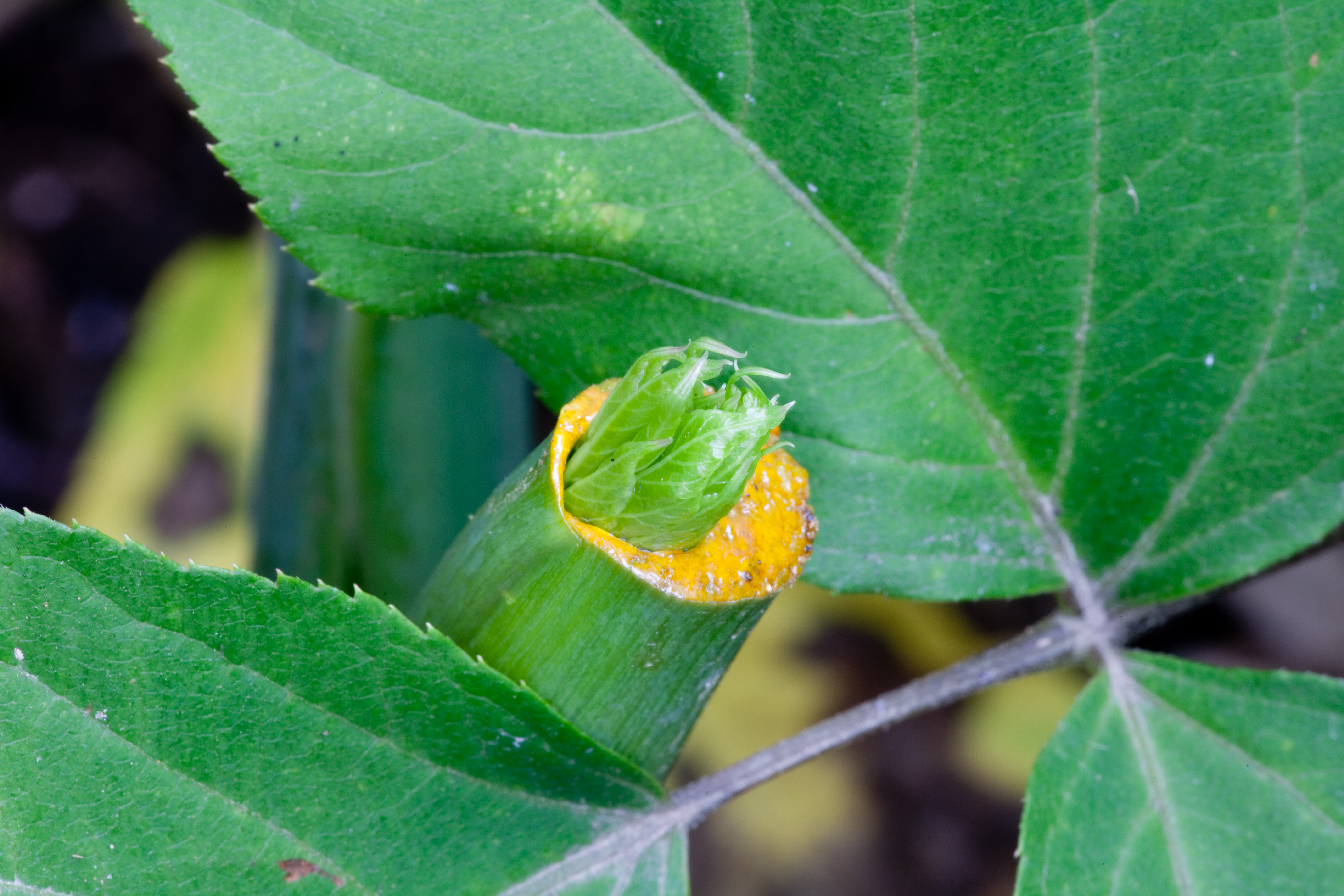